# Anne Enger
Anne Enger, tidligere Anne Enger Lahnstein, (født 9. december 1949 i Trøgstad, Østfold) er en norsk politiker (Sp) og embedskvinde. 
Hun var stortingsrepræsentant for Akershus 1985-2001, var leder for Senterpartiet mellem 1991 og 1999, og er mest kendt for sin kamp mod norsk medlemskab af EU. Hun har været Norges kulturminister, fungerende energiminister, og fungerende statsminister under Bondeviks sygdom 31. august–24. september 1998.
Enger tog artium i 1968 og er uddannet som både sygeplejerske (1972) og socionom (1975) ved Det norske Diakonhjem. 